# CDC 8600
CDC 8600 је задњи суперрачунар које је дизајнирао Симор Креј док је радио за компанију CDC. Наследник је суперрачунара CDC 6600 и CDC 7600, а овај рачунар је требало бити десет пута брже од CDC 7600. Повећање брзине од десет с обзиром на претходни суперрачунар Симор Креј је покушавао постићи са сваким новим рачунаром. 
Развој овог суперрачунара започео је 1968. године, али је CDC 1971. године запао у финансијске тешкоће и Симор Креј напушта компанију 1972. године. Развој је заустављен 1974. године и компаније CDC усмерава своје напоре на рачунар CDC STAR-100.